# Ternifine
Ternifine è un sito archeologico che si trova a Tighennif, a circa 20 chilometri da Mascara, in Algeria, dove è stato ritrovato un giacimento fossile che, tra l'altro, ha dato alla luce resti di ominidi della specie homo erectus.

## Descrizione
Il sito, scoperto nel 1879, veniva scavato per recuperare ossa di animali fossili e manufatti litici, ma i primi scavi archeologici scientifici iniziarono nel 1954 ad opera di Camille Arambourg, quando fu scoperta la mandibola, reperto Ternifine 1, di un ominide. Successivamente furono ritrovati nove denti, altre due mandibole,Ternifine 2 e Ternifine 3, e un osso parietale. Quattro dei nove denti ritrovati, sono stati attribuiti ad un individuo giovane di circa 8-10 anni.
Sulla base dei fossili e delle evidenze geologiche, il sito venne fatto risalire a circa 700.000 anni fa, anche se uno studio del 2009 suggerisce che risalga ad 1 milione di anni fa.
Inizialmente classificati da Arambourg come Atlanthropus mauritanicus, nei primi anni del XXI secolo è stato classificato come Homo erectus, anche se questa classificazione non è ancora unanimente accettata.